# Туин Пийкс: Огън, следвай ме
„Туин Пийкс: Огън, следвай ме“ (на английски: Twin Peaks: Fire Walk with Me) е американски психологически трилър от 1992 г. на режисьора Дейвид Линч. Сценарият е на Линч и Робърт Енгълс.
Филмът има двойната функция на пролог и епилог на сериала „Туин Пийкс“, създаден от Линч и Марк Фрост.